# Aristolochia odoratissima
Aristolochia odoratissima L. – gatunek rośliny z rodziny kokornakowatych (Aristolochiaceae Juss.). Występuje naturalnie w Stanach Zjednoczonych (na Florydzie, na Karaibach, w Meksyku, Belize, Gwatemali, Hondurasie, Nikaragui, Kostaryce, Panamie, Wenezueli, Kolumbii, Ekwadorze, Peru, Boliwii, Paragwaju i Brazylii (w stanach Acre, Amazonas, Pará, Rondônia, Maranhão, Mato Grosso, Mato Grosso do Sul, Minas Gerais, Rio de Janeiro, São Paulo oraz Parana).

## Morfologia

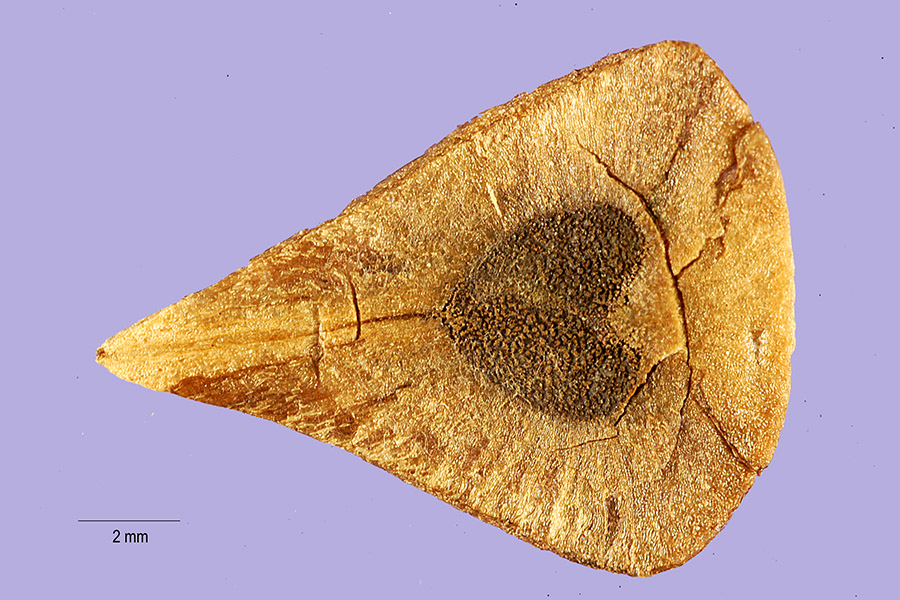
Nasiono

PokrójPnącze o trwałych i smukłych pędach. Dorasta do 2 m wysokości.
LiścieMają owalny, podłużny lub trójkątny kształt. Mają 8–12 cm długości oraz 5–9 cm szerokości. Nasada liścia ma sercowaty kształt. Ze spiczastym wierzchołkiem. Są lekko owłosione od spodu. Ogonek liściowy jest nagi i ma długość 2–3 cm. Nibyprzylistki mają 10 mm długości.
KwiatyPojedyncze. Mają 20–30 mm długości. Mają kształt wygiętej tubki, są opuchnięte u podstawy.
OwoceTorebki o cylindrycznym kształcie. Mają 6–10 cm długości i 1 cm szerokości.